# Brattland
Brattland est une localité du comté de Nordland, en Norvège.

## Géographie
Administrativement, Brattland fait partie de la kommune de Lurøy.